# Tomás de Almeida
Tomás de Almeida (né le 5 octobre 1670 à Lisbonne et mort le 27 février 1754 à Lisbonne) est un cardinal portugais du XVIIIe siècle. 

## Biographie
Almeida est élu évêque de Lamego en 1707, évêque de Porto en 1709, puis premier patriarche de Lisbonne en 1716. Le pape Clément XII le crée cardinal lors du consistoire du 20 décembre 1737. Le cardinal Almeida est inquisiteur général du royaume du Portugal. Il ne participe pas au conclave de 1740 au cours duquel Benoit XIV est élu.

### Sources
- Fiche du cardinal sur le site fiu.edu